# Clepticus parrae
Clepticus parrae es una especie de peces de la familia Labridae en el orden de los Perciformes.

## Morfología
Los machos pueden llegar alcanzar los 30 cm de longitud total y los 320 g de peso.

## Distribución geográfica
Se encuentra desde Bermuda, las Bahamas y el sur de Florida (Estados Unidos) hasta el norte de Sudamérica.